# Aston Martin Lagonda
El Aston Martin Lagonda es un lujoso sedán de cuatro puertas que fue construido por Aston Martin de Newport Pagnell, Inglaterra, entre 1974 y 1990. Se produjeron un total de 645 unidades. El nombre se derivó de Lagonda, marca que Aston Martin había comprado en 1947. Hay dos versiones distintas: el diseño original de corta duración, lanzado en 1974 basado en el Aston Martin V8; y el modelo de las series siguientes en forma de cuña, introducido en 1976.
En 2014, Aston Martin confirmó que lanzaría un nuevo Lagonda llamado Taraf para el mercado de Oriente Medio, vendido solo por invitación.

## Historia
Aston Martin experimentaba presiones financieras a mediados de la década de 1970, y necesitaba algún nuevo producto para aportar algunos fondos muy necesarios. Tradicionalmente, el fabricante automovilístico había trabajado en automóviles deportivos 2+2, pero el Lagonda era una berlina de cuatro puertas. Tan pronto como se introdujo, atrajo cientos de pedidos de clientes potenciales, contribuyendo a sanear la tesorería de Aston Martin.

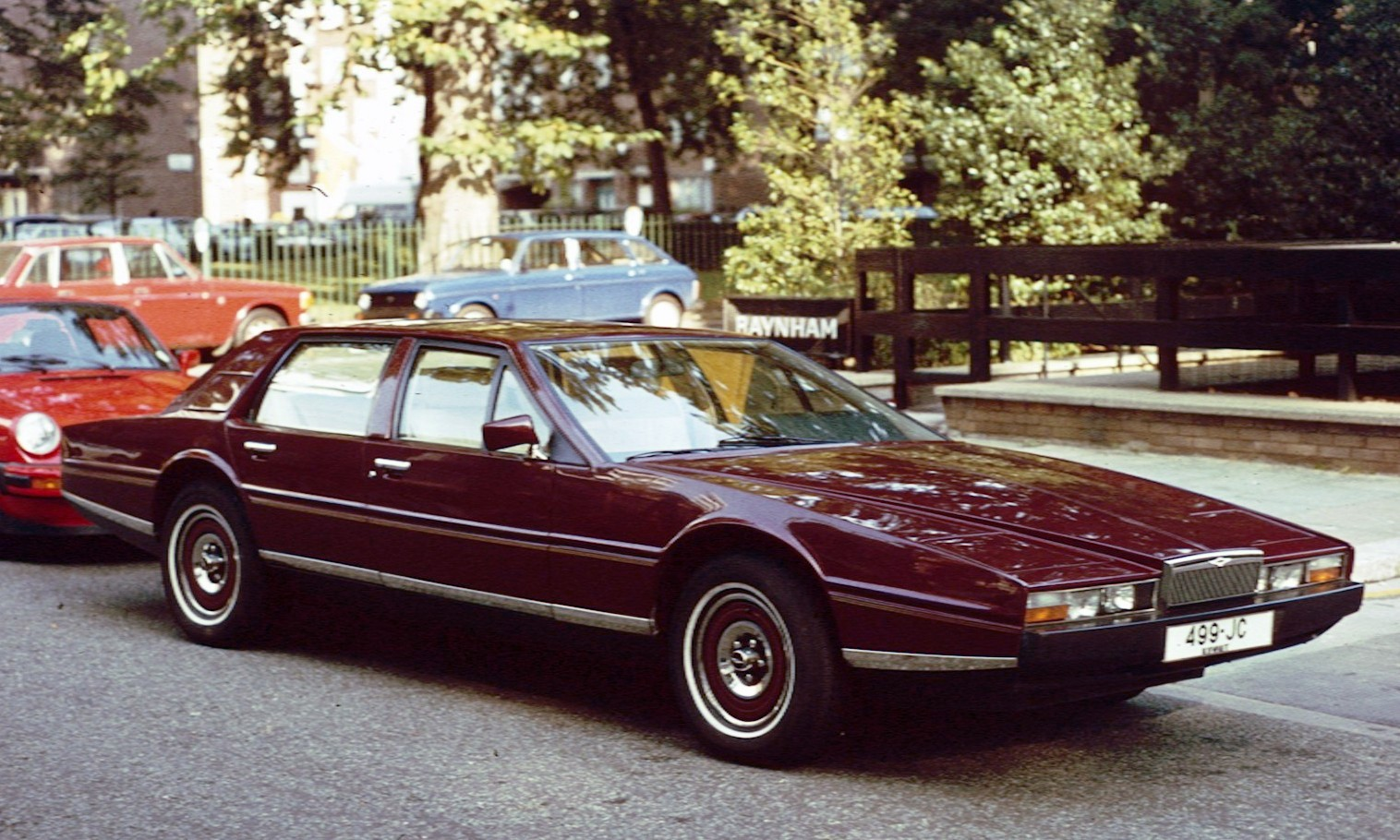
En 1976, el estilo en cuña contrastaba notablemente con otros coches de la misma época

El automóvil fue diseñado por William Towns en una interpretación extrema del clásico estilo de "papel plegado" de los años 1970. Fue un diseño tan poco convencional como lo es ahora. Los entusiastas de los automóviles se dividen ferozmente en dos bandos irreconciliables acerca del valor estético del automóvil. Lagonda combinó un estilo llamativo con un opulento interior de cuero con forma de club y la última instrumentación de vanguardia. Junto con una transmisión automática de 3 velocidades "TorqueFlite", su carburador V8 de 4 cámaras proporcionaba unas pobres, a menudo de un solo dígito, millas por galón, rendimiento poco mejorado por el cambio a la inyección de combustible en la Serie 3.
En la historia de la marca, estos Lagondas hechos a mano se encontraban entre los sedanes más caros del mundo. Los únicos otros automóviles de "producción" que se acercaron a su elevado precio fueron el Rolls-Royce Silver Spirit / Silver Spur y el Bentley Mulsanne.
Lagonda fue el primer automóvil de producción en el mundo que usó una gestión computerizada y un panel de instrumentos digital, aunque los ordenadores de a bordo en muchos de los automóviles originales son propensos a fallar. El costo del desarrollo de la electrónica solo en el Lagonda se cuadruplicó, suponiendo un gasto equivalente al del presupuesto del resto del automóvil. La Serie 3 usó tubo de rayos catódicos para la instrumentación, que resultó ser incluso menos fiable que la pantalla led del modelo original.
Fue nombrado por Bloomberg Businessweek como uno de los 50 automóviles más feos de los últimos 50 años y Time lo incluyó en sus "50 peores automóviles de todos los tiempos", describiéndolo como una "catástrofe" mecánica con electrónica que sería muy impresionante si alguna vez funcionase.

## Modelos
Se produjeron varias "series" durante la vida útil del Lagonda, la Serie 1 original y las Series 2, 3 y 4 en forma de cuña. Se produjeron un total de 645 automóviles, y durante 12 años se fabricó la versión en forma de cuña.

### Serie 1 (1974-1975)
En el Aston Martin V8 de 1974 se anunció una versión de cuatro puertas basada en el chasis largo presentado en el London Motor Show. Diseñado por William Towns y basado en el DBS, fue el primer automóvil que usó el nombre Lagonda desde 1961. El motor 5.3 V L8 era suministrado con una transmisión manual o automática de 5 velocidades. En apariencia, el automóvil era esencialmente una versión de 4 puertas del Aston Martin V8. Solo siete fueron vendidos.

#### Especificaciones
- Motor: 5.3 L (5340 cc), DOHC V8; potencia de 280 hp y un par de 408 N▪m
- Velocidad máxima: 149 mph (240 km/h) y aceleración 0 a 60 mph en 6.2 segundos
- Longitud: 4928 mm
- Distancia entre ejes: 2910 mm
- Ancho: 1829 mm
- Altura: 1323 mm
- Peso: 2000 kg

Al menos dos de ellos, números 12003 y 12005, han sido actualizados por R.S. Williams, Ltd de Cobham a una versión de 7.0 litros del motor Aston Martin V8 original, capaz de rendir entre 440 hp y 480 hp con combustible sin plomo.

### Serie 2 (1976-1985)

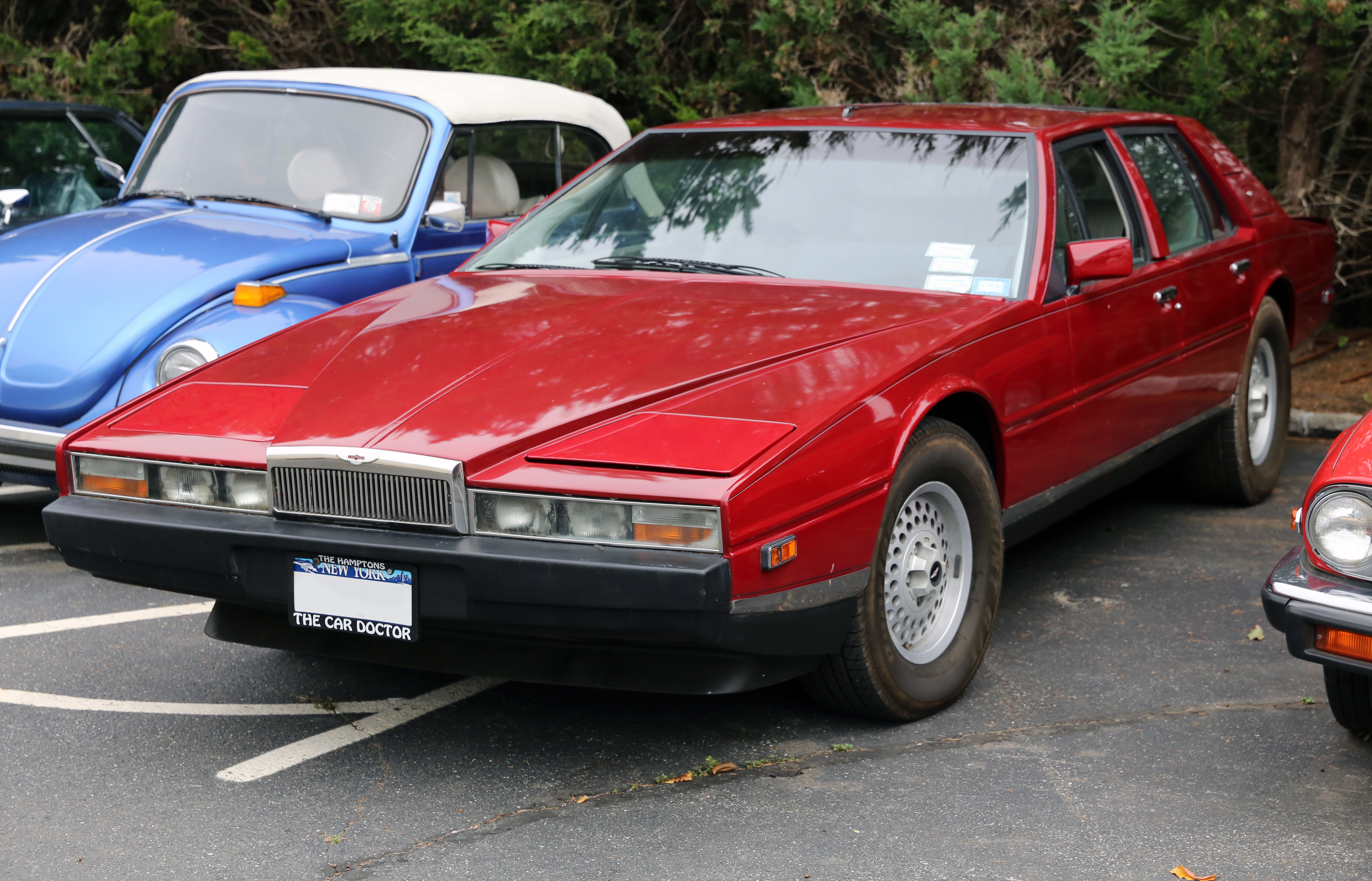
Los Series 2 montaban focos abatibles

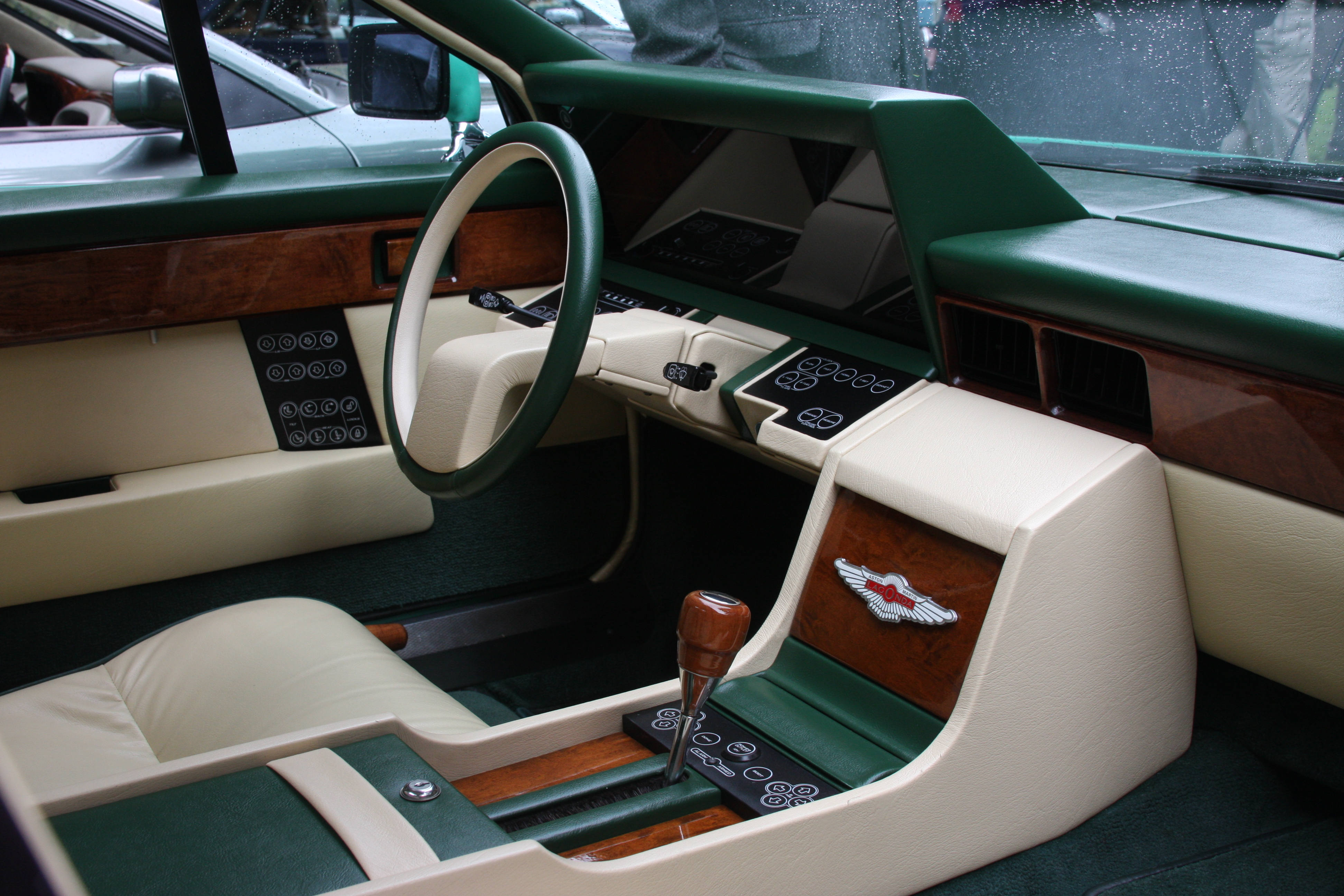
El interior de la Serie 2 tenía un tablero y controles muy futuristas

La berlina Lagonda V8 con forma de cuña fue lanzada en 1976 en el London Motor Show y fue un contraste total con el modelo de 1974, compartiendo poco más que el motor. Las entregas de Lagonda no comenzaron hasta 1979. Los coches de la Serie 2 originalmente fueron equipados con paneles LED digitales y controles táctiles, pero los innovadores controles del volante y la pantalla de plasma de gas fueron abandonados en 1980. El Lagonda se vendía por 49.933 libras en 1980, significativamente más que un Ferrari 400 o Maserati Kyalami, pero menos que un Rolls-Royce Corniche. El automóvil comenzó a venderse en los EE. UU. desde 1982 con modificaciones menores en el parachoques delantero y en los deflectores de aire.

#### Especificaciones
- Motor: 5.3 L (5340 cc), DOHC V8; potencia de 280 hp a 5000 rpm y par de 409 N▪m a 3000 rpm
- Velocidad máxima: 143 mph (230 km/h) y aceleración a 60 mph en 8.8 segundos[13]
- Longitud: 5281 mm
- Distancia entre ejes: 2916 mm
- Ancho: 1791 mm
- Altura: 1302 mm
- Peso: 2023 kg

### Serie 3 (1986-1987)
La Serie 3 solo se fabricó durante un año, con 75 unidades fabricadas. Incorporaba motores con inyección de combustible. Originalmente con los instrumentos luminiscentes, las versiones posteriores presentaban un sistema visualizador fluorescente de vacío similar al utilizado por algunos Vauxhall y Opel, pero externamente eran los mismos que en el modelo de la Serie 2.

### Serie 4 (1987-1990)

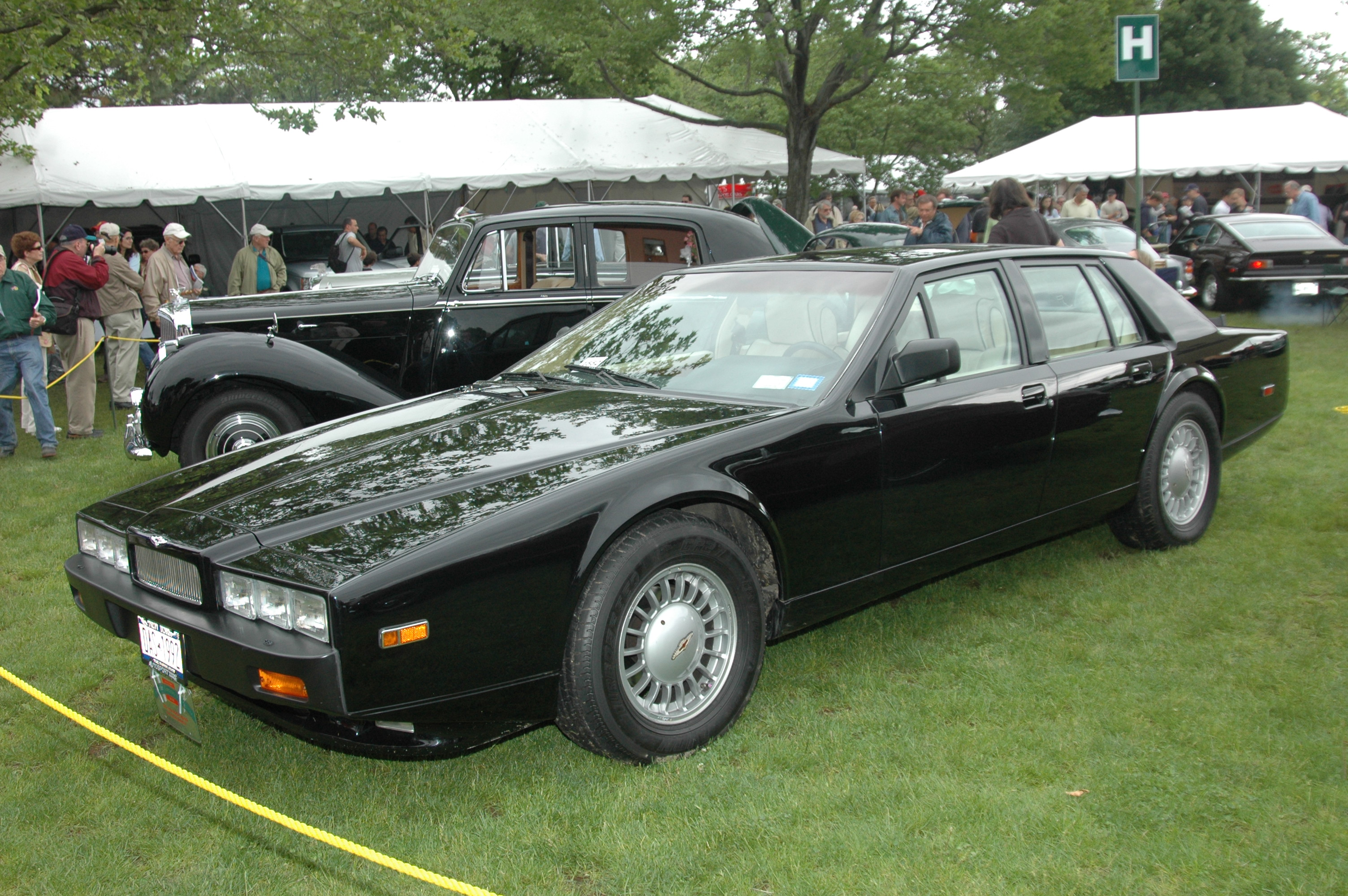
Los Series 4 de 1987 eran más redondeados, pero todavía más alargados

La Serie 4 fue lanzada en el Salón del Automóvil de Ginebra en marzo de 1987 y recibió un importante alargamiento exterior gracias al diseñador original del automóvil, William Towns. Los bordes afilados del automóvil se redondearon y los faros abatibles se eliminaron, con una nueva disposición de faros triples a cada lado de la rejilla como el cambio más obvio, junto con la eliminación del bisel lateral y la introducción de ruedas de 16 pulgadas. Con la producción de alrededor de un automóvil por semana, se fabricaron 105 Lagondas Serie 4. El último automóvil fue producido durante enero de 1990.
Permanecen registradas 81 unidades en el Reino Unido a 2011, un número solo ligeramente inferior a las 94 registradas en 1994, pero solo 32 de los  vehículos sobrevivientes pagaban el impuesto que les permite circular por carretera.

### Variantes especiales

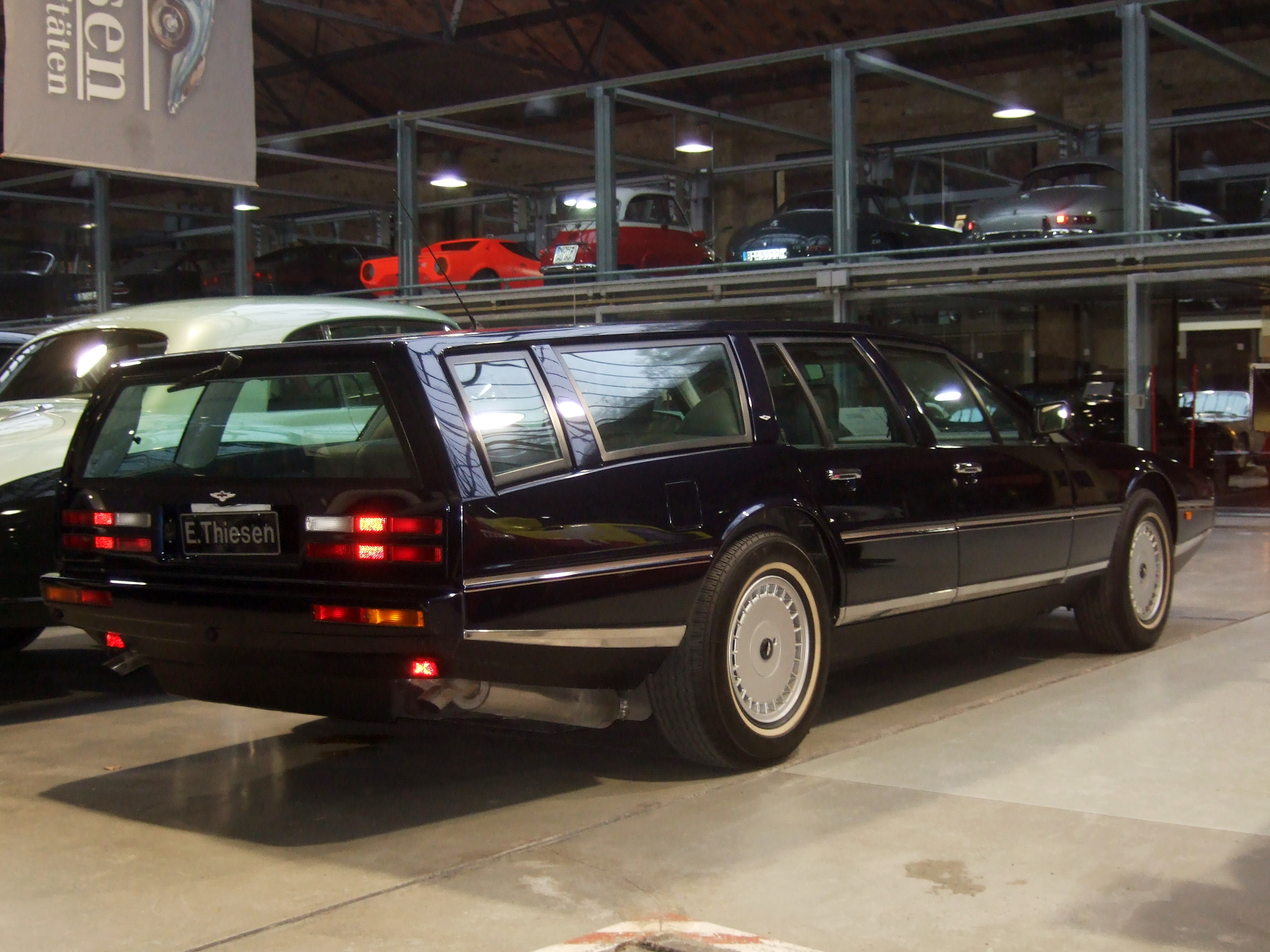
Lagonda break de 1998, diseñado por Roos Engineering

Las variaciones no estándar de Lagonda incluyen:
- Tickford Lagonda (1983) - Cinco Lagonda Series 2 se vendieron con un carenado especial y se actualizaron los interiores.[16]
- Tickford limusina (1984) - Se fabricaron cuatro Lagondas de batalla larga, a un costo de 110.000 libras cada uno. En estos automóviles, el vidrio de la ventana de la puerta trasera estaba dividido verticalmente por la mitad.
- Rapide (una versión de dos puertas y distancia entre ejes corta) - Una unidad, que compartió el diseño de luces delanteras triples de los Series 4.
- Break (Estate), por la compañía suiza Roos Engineering - Uno producido en 1998, usando un modelo de 1987.[17][18][19]